# Banco de la Producción
Banco de la Producción (BANPRO) es un banco ubicado en la ciudad de Managua, Nicaragua.

## Historia
BANPRO fue fundado como un banco privado en 1991 en Managua, Nicaragua. Durante la crisis bancaria nicaragüense de 2000-2002, BANPRO asumió los préstamos vigentes en la cartera del Banco Intercontinental (INTERBANK), mientras que el Banco Central de Nicaragua asumió el control de los préstamos morosos.